# Ungersk syren
Ungersk syren (Syringa josikaea) är en syrenväxtart som beskrevs av Joseph Franz von Jacquin och Heinrich Gottlieb Ludwig Reichenbach. Ungersk syren ingår i syrensläktet och i familjen syrenväxter. Arten förekommer tillfälligt i Sverige, men reproducerar sig inte. Inga underarter finns listade i Catalogue of Life.
Trots namnet förekommer arten inte i Ungern utan glest fördelad i två andra områden. En population hittas i Karpaterna i västra Ukraina och den andra i Apusenibergen i nordvästra Rumänien. Ungersk syren växer i regioner som ligger 300 till 1095 meter över havet. Växten är utformad som en hög buske och växer i smala träskmarker längs vattendrag. Placeringen intill vattendrag ger bladen mer ljus än en placering i de angränsande skogarna. Skogarna domineras vanligen av träd från alsläktet, asksläktet och boksläktet. Även några barrträd kan ingå.
Ungersk syren är i Europa och Nordamerika en vanlig prydnadsväxt i trädgårdar. Enligt den traditionella medicinen i utbredningsområdet ska olika delar av växten ha läkande egenskaper.
Skogsavverkningar i samband med konstruktion av vägar och vattenkraftverk eller för att skapa betesmarker hotar artens bestånd. Dessa anläggningar skapas vanligen i dalgångar där ungersk syren har sin utbredning. Två nationalparker, en i Rumänien och en i Ukraina, inrättades i växtens utbredningsområde. IUCN listar arten på grund av den begränsade utbredningen och då populationen minskar som starkt hotad (EN).

## Bildgalleri

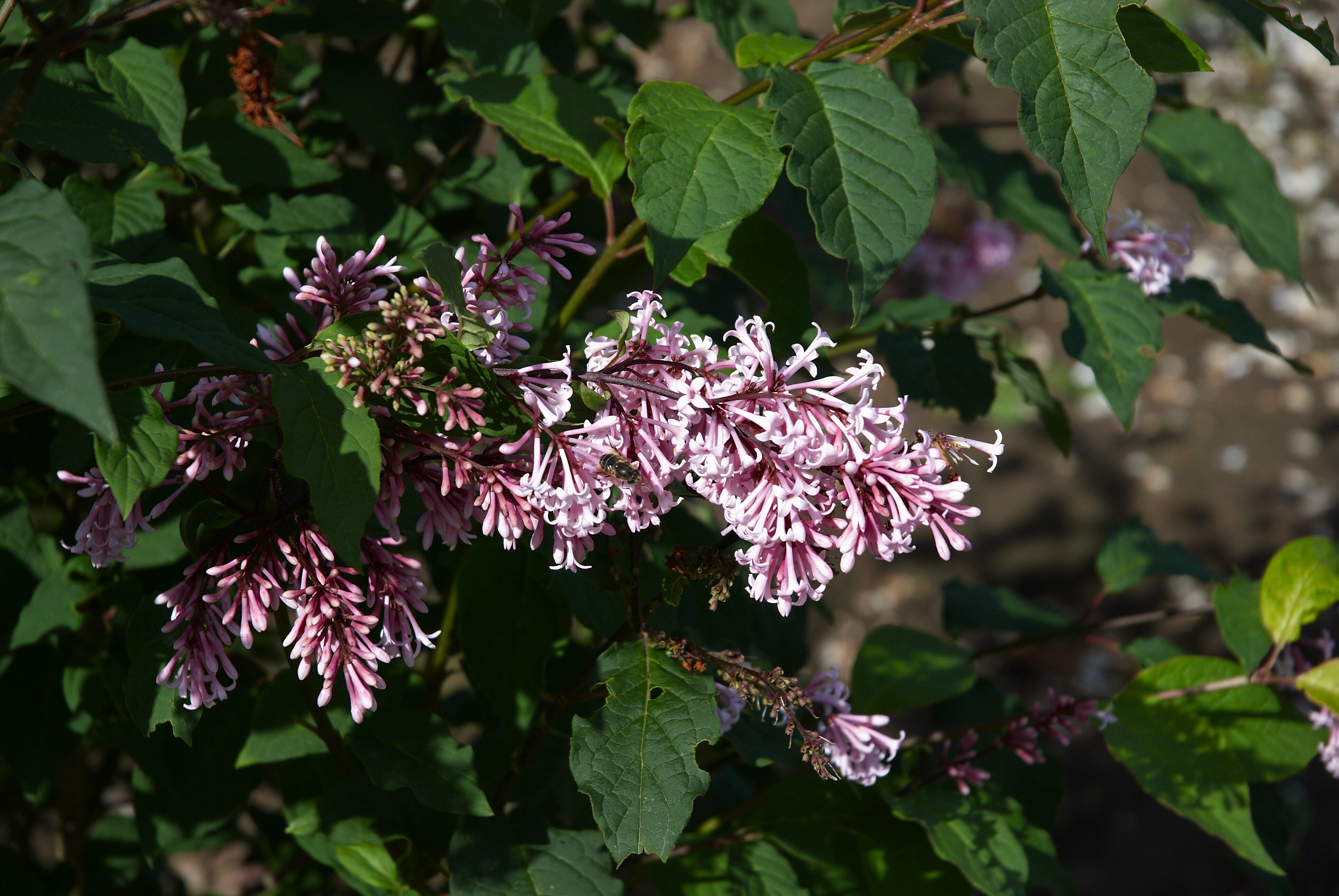